# Таваличево
Таваличево е село в Западна България. То се намира в община Кюстендил, област Кюстендил.

## География
Село Таваличево се намира източната част на Кюстендилската котловина на шосето Кюстендил - Бобов дол, в подножието на Конявската планина, на 17 км североизточно от град Кюстендил. Купно село.
Почвите са кафяви горски, канелени горски, хумусно карбонатни и алувиално-ливадни.
Климат – умерен, преходно-континентален, със средиземноморско влияние. Зимата е къса и не много студена. Лятото е продължително, сухо и топло. Есента е слънчева и суха, хубавото време често се задържа до края на ноември. Селото е с южно изложение, Конявската планина го пази от северните ветрове. 
Името на селото вероятно произхожда от думата „тавалик“ – воденичен камък.
През годините селото принадлежи към следните административно-териториални единици: Община Таваличево (1883-1949), община Горна Гращица (1949-1958), община Коняво (1958-1959), община Горна Гращица (1959-1978), община Кюстендил (от 1978 г.). 

## Население
| Година    | 1866 | 1880 | 1900 | 1920 | 1926 | 1934 | 1946 | 1956 | 1965 | 1975 | 1984 | 2007 | 2010 |
| Население | 367  | 525  | 826  | 1014 | 1155 | 1195 | 1202 | 1027 | 885  | 806  | 650  | 362  | 304  |

## История
Няма запазени писмени данни за времето на възникване на селото. Останките от праисторическо, антични и късноантични селища и некрополи в землището свидетелстват, че района е населяван от дълбока древност от траки и римляни, а впоследствие и от славяни и българи.
Таваличево е старо средновековно селище. В селото е запазена средновековната църква „Света Петка“, със запазени стари стенописи. В турски данъчни регистри от 1570 и 1576 г. селото е записано под името Тавалич, Тавалица и Тавалидж към кааза Ълъджа (Кюстендил). В турски документи от 1696 г. е записано като Тавалидже. С името Таваличево е споменато в Приписки от 1734 г. към Триод постен от началото на XVI век. В руска триверстова карта от 1878 г. е с името Таваличево.
Първото училище в селото е открито през 1857 г.
В края на XIX век селото има 23361 декара землище, от които 14557 дка гори, 6118 дка ниви, 1500 дка пасища, 542 дка лозя, 454 дка естествени ливади, 131 дка овощни и зеленчукови градини и др. и се отглеждат 1978 овце, 496 кози, 357 говеда и 141 коня. Основен поминък на селяните са земеделието (овощарство, лозя, тютюн и зърнени култури) и животновъдството. От началото на ХХ век започва да се развива овощарството чрез създаване на нови овощни градини. Развити са домашните занаяти: шивачество, кожухарство, зидарство и коларо-железарство. Има 10 воденици, 9 сливарски фурни, 5 бакалници, хлебарска фурна.
През 1882 г. в църковния двор е построена паянтова училищна сграда, която просъществувала до 1918 г. По-късно е построена нова училищна сграда (1925), с пет учебни и една учителска стая. През 1927/28 г. е открита прогимназия с една паралелка. През 1935/36 г. е открита училищна трапезария за 92 бедни и приходящи от други села ученици.
Основано е читалище „Христо Ботев“ (1923) и Кредитна кооперация „Спасение“ (1936). След въвеждане на монопола в банковото дело (1947), кооперацията става всестранна, през 1953 г. в нея се влива кооперацията на с. Катрище, а през 1960 г. се уедрява с кооперацията в с. Горна Гращица.
През 1934 г. е одобрен дворищно-регулационен план на селото и започват мероприятия по неговото благоустрояване и регулация.
През 1948 г. е учредено ТКЗС „Девети септември“, което от 1979 г. е в състава на АПК „Димитър Благоев“ – с. Коняво.
Селото е електрифицирано (1944) и водоснабдено (1958). Построени са кооперативен дом с ресторант, сладкарница, магазин, фурна за хляб, дъждомерна станция (1960), помпена станция (1969), пощенска станция (1974), фелдшерски здравен пункт, както и множество нови частни и обществени сгради. Голяма част от улиците са асфалтирани (1978).
В началото на XXI век в резултат на промените в страната след 1989 г. и засилената миграция населението намалява. Училището е затворено. Перспективите за развитие на селото са свързани с овощарството и развитието на селски и културен туризъм.

## Исторически, културни и природни забележителности
- Късносредновековна църква „Света Петка“. Намира се в селото. Малка, едноапсидна църква с два певника, с вътрешни размери 6,35 Х 3 м. Сводът е полуцилиндричен и се осветява от три тесни прозорчета. Цялата вътрешност е била изписана, като са запазени отделни фрагменти от стенописите. Постройката се отнася към периода XIV – XVI век. През 1900 г. към църквата се изгражда нова голяма зала с галерия на запад и камбанария, която включва в обема си и част от първоначалната църква. Църквата е паметник на културата.
- Вековен летен дъб, наречен „Мицевото дабе“ – прородозащитен обект в местността „Разгула“.

## Религии
Село Таваличево принадлежи в църковно-административно отношение към Софийска епархия, архиерейско наместничество Кюстендил. Населението изповядва източното православие.

## Обществени институции
- Кметство Таваличево.
- Читалище „Христо Ботев“ – действащо читалище, регистрирано под номер 897 в Министерство на културата на Република България. Дейности: библиотека – над 10 000 тома.

## Редовни събития
- Общоселски празник „Таваличка пролет“ – провежда се ежегодно в деня на пролетното равноденствие (20 или 21 март). Празникът представлява надбягване с магарета, но вече не се провежда поради нещастен случай с едно от магаретата.

## Личности
- Димитър п. Андонов, български революционер от ВМОРО, четник на Христо Цветков[2]
- Константин Чесновски (1842 – 4 януари 1934) – опълченец от с. Таваличево, Кюстендилско. Удостоен със званието „почетен гражданин на Кюстендил“ през 1928 г.
- Йордан Друмников – поет.
- Йордан Абрашев (р. 1936) – 2-пъти герой на социалистическия труд.
- Полк. Добри Колешански – бивш шеф на МВР Боровец

## Кухня
Традиционни местни ястия са:
- Търляница – салата, която се приготвя от печени пиперки и печени зелени домати.
- Клин-чорба – постна супа, която се приготвя от картофи, домати, лук, пиперки и кисели джанки.
- Никулденска манджа – ястие на фурна с ориз, лук и речни рибки.
- Вариво – варено кисело зеле със свинско месо и лют пипер.
- Боб с агнешко месо.
- Сарми – приготвят се от листа от кисело зело, пълнени с кълцано месо.
- Гювеч в тепсия – приготвя се под връшник, от праз лук, ориз, картофи и кисело зеле.
- Кия (боден дядо) – баница, която се приготвя от наложени тестени кори, мазнина, сирене и яйца.
- Тархана – изсушени тестени топчета, подобни на кус-куса, които се варят в мляко или вода.